# 黄玉珊
黄玉珊（1917年10月15日—1987年6月9日），生于江苏南京。中国航空教育家、结构分析专家。

## 生平
1931年，14岁时考入国立中央大学土木工程系，1935年入中央大学机械特别研究班（即航空系），1936年底毕业后留校任教。1937年初考取第五届中英庚款官费留学生，1939年获英国帝国理工学院航空硕士学位后，在美国斯坦福大学师从斯蒂芬·铁木辛哥，1940年获博士学位。1940年回国，任中央大学航空系教授。1952年院系调整后，任华东航空学院（1956年迁西安，为西安航空学院、西北工业大学）教授、系主任。1964年任国防部第五研究院结构强度研究所所长，1980年在西北工业大学创建飞机结构强度研究所并任所长。1987年因脑溢血在西安逝世。